# Libby (Lost)
Elizabeth, bedre kendt som Libby, er en fiktiv karakter i den amerikanske tv-serie Lost, spillet af Cynthia Watros. Hun tiltræder i anden sæson.

## Baggrund
Libby nåede aldrig af få et flashbackafsnit, men producerne har lovet at hendes fortid vil blive adresseret på et senere tidspunkt. Libby blev skrevet ud af serien, fordi producerne var klar over at drabet af kun Ana Lucia ikke ville skabe nok medfølelse hos seerne, fordi Ana ikke var specielt populær blandt fansene, i modsætnign til Libby.

## Biografi

### Før flystyrtet
Libby var indlagt på det samme sindsygehospital som Hurley. Hun postulerer også at være klinisk psykolog.
Hendes afdøde mand havde døbt sin sejlbåd "Elizabeth," efter hende. Da hun møder Desmond over en kop kaffe giver hun ham båden.

### Efter flystyrtet
Libby ender op sammen med halepartiets overlevende og forbliver i lang tid loyal overfor Ana Lucia, trods Anas dårlige beslutningsevne.
Libby og Hurley forelsker sig og skal på deres første date. Hun henter tæppet og Hurley henter vinen. Libby kunne ikke finde tæpper i lugen og tager så nogle puder. Hun vader ind, lige hvor Michael har skudt Ana Lucia, og bliver selv skudt i forvirringen. Hendes sidste ord var "Michael".

#### Sæson 2
Tekst mangler, hjælp os med at skrive teksten

## Trivia
Tekst mangler, hjælp os med at skrive teksten

## Fodnoter
1. ↑  "Dave"

| Lost | Spire Denne artikel om tv-serien Lost er en spire som bør udbygges. Du er velkommen til at hjælpe Wikipedia ved at udvide den. |